# John Barron
Pour les articles homonymes, voir John Baron.
John Daniel Barron (26 janvier 1930 - 24 février 2005) était un journaliste et écrivain d'investigation américain. Il a écrit plusieurs livres sur l'espionnage soviétique via le KGB et d'autres agences.

## Biographie

### Jeunesse
John Barron est né le 26 janvier 1930 à Wichita Falls, au Texas, fils d'un ministre méthodiste.
Il est diplômé de l'université du Missouri et a étudié le russe à la Naval Postgraduate School des États-Unis à Monterey, en Californie. Il a servi à Berlin en tant qu'officier du renseignement naval au Office of Naval Intelligence.
.

### Carrière journalistique
En 1957, il rejoint le « Washington Star » en tant que journaliste d'investigation. En 1964, lui et son collègue journaliste du « Star », Paul B. Hope, reçurent le prix Raymond Clapper Memorial Award « pour leur travail sur l'affaire Baker, qui leur fut remis lors d'un dîner de remise de prix à Washington, par l'orateur invité Alfred Hitchcock ».
En 1965, Barron rejoint le bureau de Washington du « Reader's Digest ». Il y a écrit plus de 100 histoires sur une grande variété de sujets, notamment une histoire de 1980 concernant les questions sans réponse entourant la mort par noyade de Mary Jo Kopechne lors de l'Chappaquiddick dans une voiture conduite par Ted Kennedy.
Après la publication par Barron de son livre de 1974 « KGB : Le travail secret des agents secrets soviétiques », le KGB a tenté de le discréditer en prétendant que Barron faisait partie d'une conspiration sioniste et en « ... faisant grand cas de ses origines juives... ». En 1996, Barron a publié un livre détaillant la saga de l'opération SOLO du Federal Bureau of Investigation, impliquant l'infiltration de la haute direction du Parti communiste USA par l'informateur secret du FBI Morris Childs. Français De 1958 à 1977, Childs s'est rendu à Moscou plus de 50 fois, faisant office de coursier entre le PCUSA et le Parti communiste de l'Union soviétique. Childs a joué un rôle déterminant dans le transfert de plus de 28 millions de dollars du Parti communiste de l'Union soviétique au Parti communiste des États-Unis pour aider à financer ses activités, chaque transaction étant minutieusement signalée par Childs à ses agents du FBI.
Le livre de Barron et de son co-auteur Anthony Paul, « Murder of a Gentle Land: The Untold Story of Communist Genocide in Cambodia », paru en 1977, a joué un rôle important dans le renversement du négationnisme cambodgien et du mythe selon lequel les dirigeants Khmers rouges du Cambodge étaient des réformateurs agraires bienveillants.

### Décès et héritage
John Barron est décédé en Virginie le 24 février 2005. Il avait 75 ans au moment de son décès.
Les documents de Barron sont conservés aux archives de la Hoover Institution à l'université de Stanford à Palo Alto, Californie.

## Œuvres
- KGB: The Secret Work of Soviet Secret Agents. New York: Reader's Digest Press, 1974. London: Hodder & Stoughton, 1974. [pb] New York: Bantam Books, 1974.
- Murder of a gentle land: the untold story of a Communist genocide in Cambodia, Authors John Barron, Anthony Paul, Reader's Digest Press, 1977.
- MiG Pilot: The Final Escape of Lieutenant Belenko, New York: McGraw-Hill, 1980.
- "The KGB's Magical War for 'Peace'" in Ernest W. Lefever and E. Stephen Hunt (eds.), The Apocalyptic Premise: Nuclear Arms Debated: Thirty-one Essays by Statesmen, Scholars, Religious Leaders, and Journalists. Lanham, MD: Rowman and Littlefield, 1982.
- KGB Today: The Hidden Hand. New York: Berkley Books, 1983 sur Stanislav Levtchenko.
- Breaking the Ring: The Bizarre Case of the Walker Family Spy Ring, John Anthony Walker. Boston: Houghton Mifflin, 1987.
- Operation SOLO: The FBI's Man in the Kremlin, Washington, DC: Regnery, 1996.

## Lectures complémentaires
- Christopher Andrew et Vasili Mitrokhin (1999), L'épée et le bouclier : Les archives Mitrokhin et l'histoire secrète du KGB, New York : Basic Books.
- Christopher Andrew et Vasili Mitrokhin (2005), Les archives Mitrokhin II : Le KGB et le monde, New York : Allan Lane.
- Christopher Andrew et Vasili Mitrokhin (2005), Le monde allait dans notre sens : le KGB et la bataille pour le tiers monde, New York : Basic Books.
- Anthony Cave Brown et Charles B. MacDonald (1981), Sur un champ rouge : l'Internationale communiste et l'avènement de la Seconde Guerre mondiale.
- Baynard Kendrick (1959), Hot Red Money, New York : Dodd, Mead.